# Z22

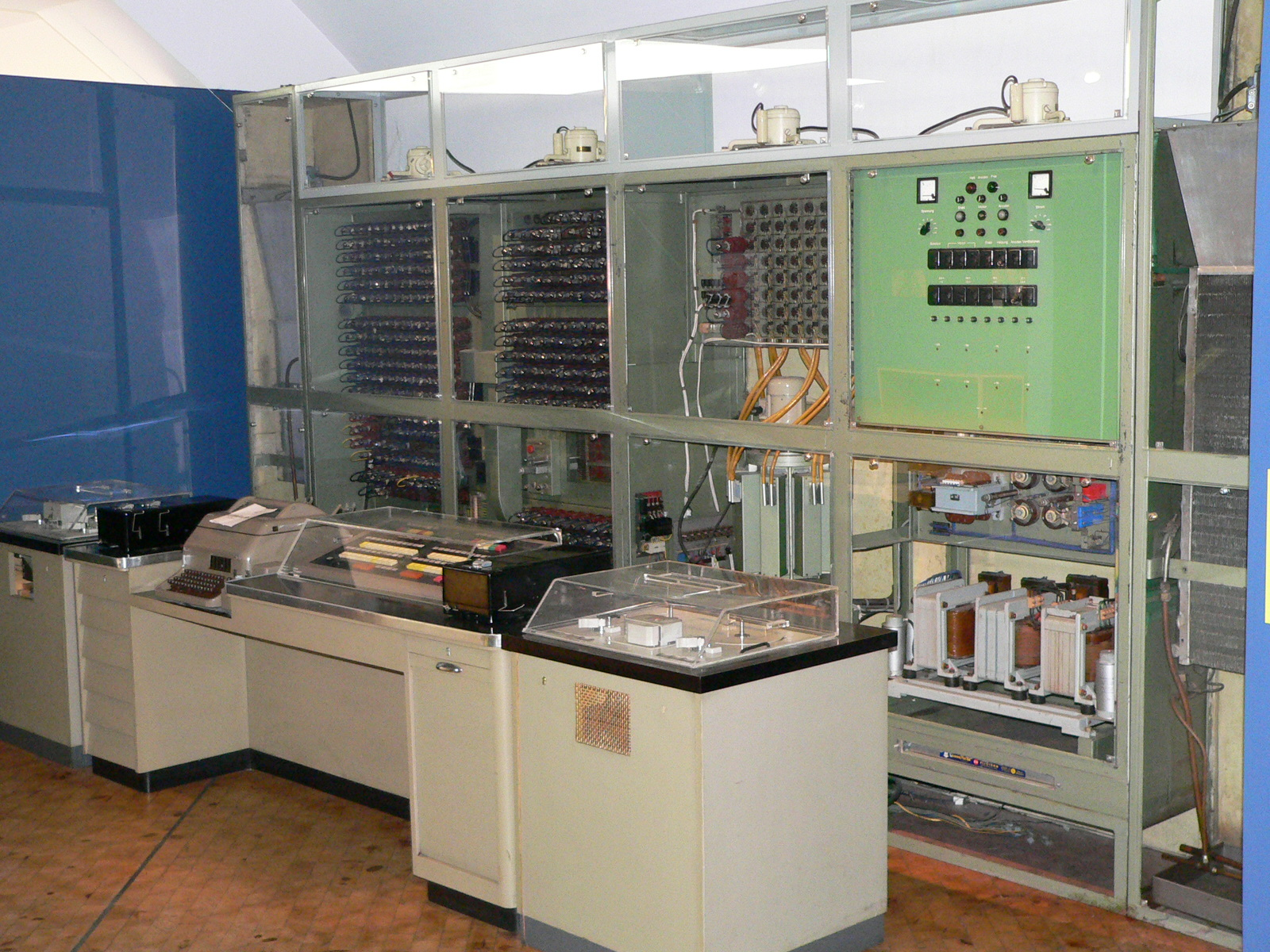
Z22 у Технічному музеї Берліна

Z22 — перший комп'ютер з пам'яттю на магнітних носіях, розроблений компанією Конрада Цузе Zuse KG. Z22 став одним з перших у світі серійних комп'ютерів, його розробка була завершена близько 1955 року. Перші зібрані машини були поставлені в міста Берлін та Аахен.
Крім того, це була одна з перших у світі обчислювальних машин, що використовують пам'ять на магнітних носіях. Технології пам'яті на основі магнітних осердь та магнітних барабанів були розроблені за кілька років до завершення розробки Z22 і використовувалися в прототипах військових комп'ютерів. Так, вважається, що магнітні осердя були використані для американського комп'ютера «Торнадо» (англ. Whirlwind) вже в 1953 році, ще раніше стала доступною технологія пам'яті на магнітних барабанах.

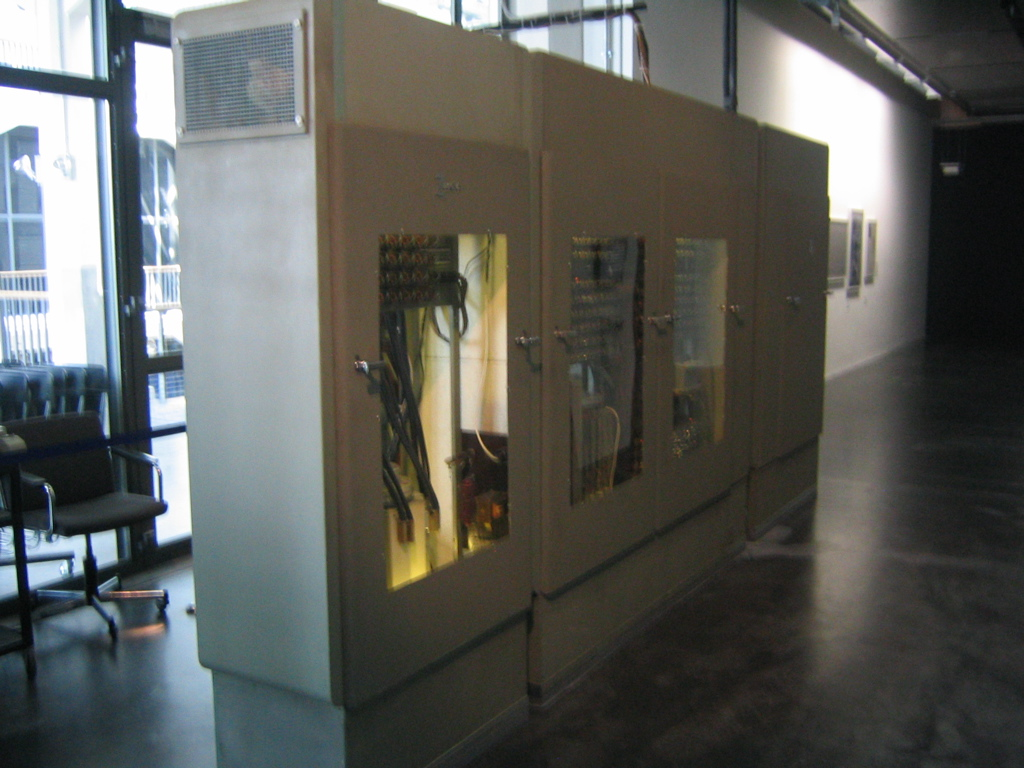
Повністю працездатний Z22 у Центрі мистецтва і медіатехнології, Карлсруе

Комп'ютер був виконаний на основі 500 вакуумних ламп і 2400 діодів і працював з тактовою частотою 140 кГц з механічною стабілізацією.
Числовий модуль Z22 застосовувався для обчислень з рухомою комою і працював з 38-бітовим машинним словом. Це дозволяло йому виконувати операції додавання за 0,6 мс, операції множення — за 10 мс, операції ділення — за 60 мс, і операції добування квадратного кореня — за 200 мс. Введення даних здійснювався за допомогою перфорованої стрічки зі швидкістю 200 символів в секунду. Виведення — на таку ж перфоровану стрічку або на друкарську машинку.
Носієм інформації був магнітний барабан зі швидкістю обертання 6000 об/хв, на який записувалися дані. Система підтримувала 8192 слоти пам'яті, 25 з яких мали феритові сердечники. Модифікована версія Z22R оснащувалася додатковою пам'яттю з феритовими сердечниками.
Машина споживала близько трьох з половиною кіловат електроенергії та важила близько тонни.
Для свого часу Z22 забезпечував досить гнучку систему програмування і мав ефективну конструкцію. Комп'ютер поставлявся на підприємства оптичної промисловості та в університети. Вартість машини становила 250 000 німецьких марок. Всього було продано 50 таких комп'ютерів всередині Німеччини і ще 5 поставлено в інші країни.
Оригінальний примірник комп'ютера демонструється в «Музеї Батьківщини» в Хюнфелді (Німеччина).